# Enrique Villén Cruz
Enrique Villén Cruz (Madrid, 1 de maig de 1960) és un actor espanyol. Especialitzat en papers secundaris, ha treballat amb importants directors espanyols com Vicente Aranda, Fernando León de Aranoa, José Luis Garci, Bigas Luna i sobretot amb Álex de la Iglesia.

## Biografia
De vocació tardana, amb 16 anys treballava en sales de festes, era showman, monologuista, humorista, còmic i imitador i treballava en sales per tot Espanya. Més tard es va enrolar amb la companyia Juan sin Miedo fent titelles en televisió.
A partir del 1990, inicia el seu currículum televisiu amb les sèries Eva y Adán, agencia matrimonial i Villarriba y Villabajo, en el programa Inocente, inocente, on va coincidir amb Álex de la Iglesia i Pedro Barbero i a partir d'aquí van començar reclamar-li per a fer cinema.
En 1994 participa amb Santiago Aguilar i Luis Guridi a Justino, un asesino de la tercera edad en la qual després d'una forta discussió amb Justino (Saturnino García) en un bar, aquest li embosca en un subterrani on després d'un cos a cos, Enrique és víctima de la punta de Justino.
En 1995 inicia la seva col·laboració amb Álex de la Iglesia a El día de la bestia, encara que en aquesta ocasió el seu paper de guàrdia de seguretat a penes es mantingués un parell de minuts en pantalla.
Encarna personatges de repartiment en films com Libertarias (1996) -on interpreta un milicià- i Matías, juez de línea (1996).
El 1998 Fernando León de Aranoa es va fixar en ell per a interpretar a Barrio a un home de mitjana edat el matrimoni de la qual naufraga i que es veu obligat a mudar-se de la seva casa a una furgoneta. L'èxit comercial de la cinta va revertir en un nombre més gran d'ofertes en pel·lícules com Volavérunt o La mujer más fea del mundo.
En 2000 va intervenir a La comunidad on encarna a un veí disposat a robar els diners d'un mort i que mor en l'intent de manera esborronadora. Per aquestes dates aconsegueix el paper de pretendent de Pilar Bardem a la sèrie Abierto 24 horas. En 2001, dona vida a Teo Navarro, company de Fele Martínez, un dur policia a la pel·lícula Tuno negro de Pedro Barbero.
Dos anys després Fernando León de Aranoa va tornar a comptar amb ell per Los lunes al sol. Per aquella data estrena El robo más grande del mundo, No somos nadie i el curtmetratge El As, de Martin Coiffier.
Compagina els seus treballs cinematogràfics amb incursions en sèries televisives com Aquí no hay quien viva, en la que paròdia a l'home treballador el fill del qual (Roberto: Daniel Guzmán) s'anava a casar amb la filla (Lucía: María Adánez) d'un home corrupte (Rafael: Nicolás Dueñas).
En 2004 Álex de la Iglesia li encomana a Crimen ferpecto el paper d'inspector de policia la dona del qual forada els condons que ell utilitza amb la finalitat de quedar-se embarassada. Aquest rol va quedar associada amb la imatge més característica de l'actor: un home enfastidit, resignat, incrèdul, situat en la classe mitjana baixa.
Aquest any va començar la seva relació professional amb José Luis Garci a Tiovivo c. 1950, en la qual representa el paper d'oficinista d'un banc que ajudava un company a simular ser el director de la sucursal a la vista dels seus parents del poble.
En 2005 repetiria amb Garci a Ninette, on l'actor va interpretar a Armando. Va completar l'any rodant Princesas -on va incorporar a l'amo d'un bar que accedia a ajudar una prostituta llatinoamericana a fer-se passar com a cambrera als ulls de la seva família-, El penalti más largo del mundo-en la que Enrique Villén ren la qual Enrique Villén va repetir el seu rol d'home esgotat i que aquesta vegada exercia d'entrenador d'un pèssim equip de futbol-, i en Torrente 3, on Santiago Segura li va encomanar la missió de satiritzar als policies corruptes instal·lats en llocs d'alta responsabilitat. Repetiria aquest mateix paper a Torrente 4 (2011).
Al desembre va rebre una candidatura al Goya al millor actor secundari pel seu treball en Ninette i que va perdre enfront de Carmelo Gómez, guardonat per El método. Poc després obté un esment de la Unión de Actores y Actrices, però el guardó pararà a Eduard Fernández. Mentre la seva trajectòria professional continua sumant títols.
En 2006 apareix en un episodi de Los hombres de Paco interpretant al pare de Rita (Neus Sanz). Aquell any va estrenar Los managers on l'actor va interpretar a l'agent de dos cantants novençans, La distancia -donant vida a l'amo d'un bar de striptease-, i Los Borgia, on va encarnar a un enemic de Roderic de Borja (Lluís Homar) cruelment torturat. D'aquesta manera la seva filmografia es debat entre el cinema social -ja sigui en vessant dramàtic o còmic- i el cinema de prestigi, donant vida gairebé sempre a "homes del carrer". Com El Tuerto de Siete mesas de billar francés, un home que perd la vista i roba als seus companys d'un equip de billar malgrat la preocupacions que manifesten alguns d'ells (Fele: Raúl Arévalo) per ell. A Luz de domingo torna a interpretar a un membre de classe proletari i que serveix al cacic del poble (Carlos Larrañaga), i que l'executarà en trair-lo. Pel seu paper la Unión de Actores li recompensa amb una segona candidatura, aquesta vegada com a millor actor de repartiment.
En 2006 produeix el curtmetratge A ciegas, guardonat per l'Acadèmia de Cinema amb un Goya al millor curtmetratge de ficció.
En 2008 es posa a les ordres de José Luis Garci a Sangre de mayo mentre grava la sèrie El síndrome de Ulises, on interpreta a Ceferino. Aquest mateix any va participar en la sèrie d'Álex de la Iglesia, Plutón B.R.B. Nero interpretant el paper de Roswell.
En 2009 participa en la fallida sèrie de ficció de Telecinco De repente, los Gómez.
En 2010 amb Pedro Costa roda El secuestro de Anabel, un episodi de la sèrie La huella del crimen, i a més participa als llargmetratges El gran Vázquez, d'Óscar Aibar, i Balada triste de trompeta, d'Álex de la Iglesia.
Aquest mateix any roda, com a productor, guionista i actor, el curtmetratge Adiós papá, adiós mamá, candidat també al Goya al millor curtmetratge de ficció i pel qual va guanyar el premi d'interpretació en el Festival de Cinema d'Alacant. També roda la primera pel·lícula de Paco Arango, Maktub.
En 2011 participa en la ficció per a TVE (Plaza de España.)Aquest mateix any fa la seva cinquena pel·lícula amb José Luis Garci, que porta per títol Holmes & Watson. Madrid Days. També en el 2011, i als ordes de Miguel Bardem, grava Matar a Carrero per TVE.

## Filmografia
- La pequeña Suiza  (2019)
- Mi gran noche (2015)
- Las Aventuras de Moriana (2015)
- Bendita calamidad (2015)
- Mortadel·lo i Filemó contra en Jimmy el Catxondo (2014)
- Operasiones espesiales (2014)
- Las brujas de Zugarramurdi (2013)
- Viral (2013)
- Para Elisa (2012)
- Holmes & Watson. Madrid Days (2012)
- Clara no es nombre de mujer (2011)
- Maktub (2011)
- Torrente 4: Lethal Crisis (Crisis Letal) (2011)
- Balada triste de trompeta (2010)
- El gran Vázquez (2009)
- Sangre de mayo (2008)
- Siete mesas de billar francés (2007)
- Luz de domingo (2007)
- Los managers (2006)
- Ekipo Ja (2006)
- La distancia (2006)
- Torrente 3: El Protector (2005)
- Princesas (2005)
- El penalti más largo del mundo (2005)
- Ninette (2005)
- Crimen ferpecto (2004)
- Tiovivo c. 1950 (2004)
- Platillos volantes (2003)
- No somos nadie (2002)
- El robo más grande jamás contado (2002)
- Los lunes al sol (2002)
- Tuno negro (2001)
- ¡Ja me maaten...! (2000)
- La comunidad (2000)
- La mujer más fea del mundo (1999)
- Volavérunt (1999)
- Barrio (1998)
- Atilano, presidente (1998)
- El crimen del cine Oriente (1997)
- Libertarias (1996)
- Matías, juez de línea (1996)
- El ángel de la guarda (1996)
- El día de la bestia (1995)
- Justino, un asesino de la tercera edad (1994)

## Televisió
Personatges fixos
- El nudo (2019-¿?)
- El clavo de oro (2015)
- Olmos y Robles (2015-2016)
- Prim, l'assassinat del carrer del Turco (2014)
- Plaza de España (2011)
- El asesinato de Carrero Blanco (2011)
- La huella del crimen: El secuestro de Anabel (2008)
- Plutón B.R.B. Nero (2008-2009)
- De repente, los Gómez (2009)
- El síndrome de Ulises (2007-2008)
- El inquilino (2004)

Personatges episòdics
- Señoras del (h)AMPA (2019)
- El Ministerio del Tiempo (2017)
- El Caso: Crónica de sucesos (2016)
- El chiringuito de Pepe (2016)
- José Mota presenta (2015)
- La que se avecina (2014-2015)
- Los misterios de Laura (2014)
- Cuéntame cómo pasó (2013)
- ¿Qué fue de Jorge Sanz? (2010)
- Pelotas (2009)
- La hora de José Mota (2009)
- Martes de Carnaval (2008)
- Los Serrano (2006)
- Los hombres de Paco (2006)
- El comisario (2001, 2005)
- Lobos (2005)
- Aquí no hay quien viva (2003)
- Código fuego (2003)
- Hospital Central (2003)
- Ana y los siete (2003)
- Abierto 24 horas (2000)
- Jacinto Durante, representante (2000)
- La casa de los líos (1996, 1997, 1998)
- Hermanas (1998)
- A las once en casa (1998)
- Manos a la obra (1998)
- Todos los hombres sois iguales (1997)
- Éste es mi barrio (1997)
- Hermanos de leche (1996)
- Canguros (1996)
- ¡Ay, Señor, Señor! (1995)
- Villarriba y Villabajo (1994)
- Eva y Adán, agencia matrimonial (1990)

## Premis
Premis Goya
| Any  | Categoria                                     | Pel·lícula | Resultat |
| ---- | --------------------------------------------- | ---------- | -------- |
| 2005 | Millor interpretació masculina de repartiment | Ninette    | Candidat |

Premis de la Unión de Actores y Actrices
| Any  | Categoria                             | Pel·lícula     | Resultat |
| ---- | ------------------------------------- | -------------- | -------- |
| 2007 | Millor actor de repartiment de cinema | Luz de domingo | Candidat |
| 2005 | Millor actor secundari de cinema      | Ninette        | Candidat |

Festival de Cinema d'Alacant
| Any  | Categoria                                                 | Pel·lícula             | Resultat  |
| ---- | --------------------------------------------------------- | ---------------------- | --------- |
| 2010 | Premi de la Secció Oficial de Curtmetratges: Millor actor | Adiós papá, adiós mamá | Guanyador |

Festival Internacional de Cinema Independent d'Elx
| Any  | Categoria                      | Pel·lícula | Resultat  |
| ---- | ------------------------------ | ---------- | --------- |
| 2003 | Millor interpretació masculina | El As      | Guanyador |

Festival Internacional de Cinema de Villaviciosa de Odón
| Any  | Categoria    | Pel·lícula | Resultat |
| ---- | ------------ | ---------- | -------- |
| 2007 | Millor actor | A ciegas   | Ganador  |

Concurs de Curts "Cuadrilla de Laguardia-Rioja Alavesa"
| Any  | Categoria            | Pel·lícula | Resultat  |
| ---- | -------------------- | ---------- | --------- |
| 2002 | Millor interpretació | El As      | Guanyador |